# Markelivka, Volodîmîr-Volînskîi
Markelivka (în ucraineană Маркелівка) este un sat în comuna Ovadne din raionul Volodîmîr-Volînskîi, regiunea Volînia, Ucraina.

## Demografie
Componența lingvistică a localității Markelivka
     Ucraineană (100%)
Conform recensământului din 2001, toată populația localității Markelivka era vorbitoare de ucraineană (100%).